# Вугільна промисловість Росії
Вугілля Росії

## Геологічні запаси
У РФ є великі запаси вугілля (3-і у світі після США і Китаю), встановлені в відкладах девону-пліоцену. Відоме вугілля всіх геол. типів і стадій метаморфізму — від чисто гумусового до богхедів і від ліптобіолітів і м'якого бурого вугілля до антрацитів. Головні вугільні басейни — Кузнецький, Печорський, Південно-Якутський і російська частина Донецького.
У сх. районах країни зосереджено бл. 63% всіх запасів. За геол.-структурним положенням вугільні басейни відносять до платформних (Підмосковний, Півд.-Уральський, Кансько-Ачинський, Іркутський, Таймирський, Ленський і інш.) і до геосинклінальних типів. Останні мають особливо важливе значення, містять високоякісне кам'яне вугілля, в тому числі коксівне — Донецький, Печорський, Кузнецький і інші басейни. Вугленакопичення в Підмосковному вуг. бас. відбувалося в палеозої, розвідані запаси 4 млрд т. Вугілля буре, щільне, потужність пластів 1,5-2,5 м, макс. зольність 45%.
На тер. РФ знаходиться невелика сх. частина Донецького вуг. бас. Вугілля кам'яне, високоякісне, практично всіх марок. Печорський вуг. бас. сформувався у пермі, включає 30 вугільних родовищ. Теплота згоряння вугілля 16,8-32 МДж/кг. Осн. значення має вугілля марок Д, Ж і К. Вміст сірки в них не перевищує 1,5%. Вугілля Кизеловського вуг. бас. приурочене до осадових порід ниж. карбону. Виявлено 29 пластів простої будови, з них 4 мають пром. значення. Вугілля гумусове, кам'яне (від Д до Ж), високосірчисте, важкозбагачуване. К
узнецький вуг. бас. виділяється своїми великими запасами (понад 67 млрд т, прогнозні ресурси понад 430 млрд т). Сумарна потужність пластів 4-95 м. Вугілля кам'яне гумусове.
Горлівський вугільний бас. є другим після Донбасу районом видобутку антрациту. Вугленосні відклади містять до 16 робочих пластів.
У Мінусінському вуг. бас. вони належать до верх. палеозою, містять до 40 пластів вугілля марок Д і Г сумарною потужністю до 100 м. Вугілля гумусове, кам'яне, газові і інш. Розвідані і оцінені запаси 4,9 млрд т, в тому числі придатні для відкритих робіт 3,6 млрд т.
Тунгуський вуг. бас. має прогнозні ресурси понад 2 трлн т. Вугілля кам'яне і буре. Осн. вугленосність пов'язана з відкладами пермі і карбону. К-ть пластів від 3 до 11, сумарна потужність від 11 до 74 м.
У Таймирському вугільному басейні вугленосні пермські відклади, встановлено 26 пластів сумарною потужністю 48 м. Робочі пласти кам. вугілля мають потужність 1-3 м, рідше 6-7 м.
Вугілля Ленського бас. (сх. частина Сибірської платформи) належить до мезозою. Усього в розрізі юри відомо 150 вугільних пластів, з яких 50 потужністю 1 м. Прогнозні ресурси басейну оцінюються в 1,6 трлн т.
Найбільшим в РФ за підтвердженими запасами (80,197 млрд т) є Кансько-Ачинський вуг. бас. Понад 1/4 всіх запасів бурого вугілля басейну придатні для розробки відкритим способом. Найбільші родовища — Урюпське, Абанське, Барандатське, Назарівське, Березовське і інш. Вугілля низькозольне, низькосірчисте, з теплотою згоряння до 29,3 МДж/кг.
Іркутський вуг. бас. розташований у сх. крайовій частині Сибірської платформи, тут розвідано 20 великих родовищ (Черемховське, Вознесенське, Мугунське, Каранцайське і інш.). Вугленосні відклади містять до 65 пластів; к-ть робочих пластів на окр. родов. від 1 до 25. Вугілля середньозольне з підвищеним виходом смол напівкоксування. Розвідані запаси 7,4 млрд т.
Південно-Якутський вуг. бас. виділяється наявністю найбільшої кількості в РФ коксівного вугілля. Розвідані Нерюнгрінське, Чульмаканське, Денисівське і інш. родов. Вугілля марок Ж, КЖ, К і ОС, малосірчисте і малофосфористе, верх. горизонти вугілля окиснені. Розвідані запаси 5,6 млрд т, бл.60% вугілля розміщено на глиб. до 300 м.
Великі ресурси має в своєму розпорядженні Улуг-Хемський басейн (Тува), прогнозні ресурси кам. вугілля тут оцінюються в 9 млрд т. Вугленосні відклади юри містять вугілля низько- і середньозольне, з невеликим вмістом сірки і фосфору.
На сх. схилі Уралу відомі тріас-юрський Челябінський буровуг. бас., Півн.-Сосвінський, а також Сєровський, Буланаш-Йолкінський і Орський вугленосні райони.
Численні роз'єднані родов. кам. і бурого вугілля юри встановлені в Забайкаллі (Гусиноозерське, Олонь-Шибірське, Харанорське і інш.), частина з них придатна для відкритої розробки.
До доби крейди приурочене вугілля Зирянського вугільного басейну, до нижньої крейди — вугілля Партизанського вугільного басейну, Раздольненського кам'яновуг. бас., Павловського, Реттіховського, Хасанського і інш. родовищ Приморського краю, а також Нижньозейський буровугільний басейн і Буреїнського вуг. бас. в Хабаровському краї, Аркагалінська, Ельгенська, Омолонська, Анадирська і Чаун-Чукотська вугленосні площі в Магаданській обл.
До палеоген-неогенових відкладів приурочені родовища Південно-Уральського вугільного басейну (50 родов., потужність пластів до 12 м), Прибайкальського району (буре вугілля), Угловського буровуг. бас., Бікінського родовища в Приморському краї, а також коксівного вугілля о. Сахалін.

## Вугільна промисловість
За видобутком кам'яного вугілля, — 169 млн т. у 2001 р., — РФ. займає 6-е місце у світі після Китаю, США, Індії, Австралії та ПАР. Видобуток всього вугілля (кам'яне і буре) у Росії з 1990 по 2000 р. знизився з 395 до 258 млн т, а у 2002 р. склав 253 млн т, що на 17 млн т нижче за рівень 2001 р, і продовжує знижуватися. Зниження видобутку у 2002 р спостерігалося в 5 з 7 економічних районів. Найзначніше падіння видобутку відмічається в Східному Сибіру — на 16 млн т.
Приріст видобутку досягнуто тільки в Західному Сибіру і на Далекому Сході — по 1,5 млн тонн. В результаті реструктуризації вуг. промисл. РФ у 1991-99 рр. було закрито 160 підприємств, головним чином шахт, на які припадала 1/3 вуглевидобутку. Динаміка видобутку кам'яного вугілля за період 1990–2000 рр (млн т): 1990–260; 1994–177; 1998–149; 1999–153; 2000–152. За прогнозом розвитку видобутку вугілля в Росії до 2010 р. основна роль відведена сибірським басейнам. Їхня питома вага з 1990 по 2000 р. зросла з 65,4 до 74,7%, в тому числі з 1998 по 2000 р. — з 71,2 до 74,7% [Уголь. — 2002. — № 1. — С. 37-38; Локер С., 2000, Лондон].
Постачання російського вугілля у 2002 р становило 234 млн т, що на 18 млн т менше ніж у 2001 р. Постачання вугілля скоротилося по всіх сегментах ринку, крім експорту в далеке зарубіжжя. Експорт вугілля з Росії у 2002 р досяг 51 млн т (+9 млн т до 2001 р). Імпорт вугілля в Росію зменшився на 5,8 млн т і становив 20,5 млн т. Всього (з урахуванням імпорту) російським споживачам в 2002 році поставлено 203 млн т вугілля проти 237 млн т у 2001 р. У Росії вугілля як енергоносій використовують у всіх 89 суб'єктах Федерації, а добувають тільки в 24. Повністю забезпечують потребу в ньому за рахунок власного видобутку лише шість утворень, а за рахунок завезення його з вугледобувних регіонів — 65. Між економічними регіонами перевозиться понад 48 млн т вугільної продукції. З вугледобувних регіонів найбільшими постачальниками вугілля є Західний Сибір (вивозить 30% ресурсів регіону) і Східний Сибір (20%). Видобуток і експорт вугілля по регіонах РФ у 2003 р (млн т): Печорський — 17,0 і 1,0; Сх. Донбас — 8,5 і 1,1; Кузбас — 137 і 45; Сх. Сибір — 72 і 2,5; Далекий Схід — 29,6 і 5,0.
За даними «Росинформуголь» у 2002 р. у найбільшому вугледобувному районі — Кузбасі видобуто 131 млн т вугілля (84% — коксівного); це установить 59% видобутку всієї Росії. До 2007 р. обсяг видобутку вугілля зросте до 160 млн т. Такого рівня видобутку планується досягнути за рахунок введення в експлуатацію десяти вугільних шахт, що будуються, і восьми розрізів сумарною виробничою потужністю 34 млн т (з них 5-6 — у 2003 р.). Крім того, за рахунок введення в експлуатацію до 2007 р. десяти збагачувальних фабрик і трьох збагачувальних установок планується збільшити переробку видобутого в Кузбасі вугілля до 48-50% (у 2002 р. лише 30% вугілля Кузбасу було перероблено в регіоні).
Загалом по вугільній галузі, відмічається зростання збитковості виробництва. Загальний річний обсяг збитків у 2002 р — понад 2,5 млрд рублів.
З 2000 по 2020 рік при загальному зростанні енергоспоживання на 25,4-38,4%, споживання природного газу зросте на 18,4-23,7%, нафтопродуктів — на 35,8-50,1%, вугілля — на 35,7-70,3%, а електроенергії, виробленої на АЕС, — в 2,2-2,5 рази. У результаті частка газу в структурі споживання первинних енергоресурсів знизиться з 49,5% у 2002 р до 46,9-44,8% в 2020 р, в тому числі у виробництві електроенергії — з 65,5% до 57,3-50,4%.

### Найбільші російські виробники вугілля
У 2004-у році видобуток становив:
- СУЕК — 74,5 млн тонн.
- Кузбассразрезуголь — 39,3 млн тонн.
- Южкузбассуголь — 18,1 млн тонн.
- Південний Кузбас — 15,6 млн тонн.
- Красноярсккрайуголь — 3,7 млн тонн.